# Lauritzenia (Magnobates)
Lauritzenia (Magnobates) – podrodzaj roztoczy z kohorty mechowców i rodziny Haplozetidae.
Takson ten został opisany w 1967 przez Marie Hammer. Gatunkiem typowym wyznaczono Magnobates flagellifer. Dawniej traktowany jako osobny rodzaj, potem obniżony do rangi podrodzaju w rodzaju Lauritzenia.
Mechowce te mają 4 pary sacculi na notogaster i pozbawione są cuspis oraz translamelli. Szczeciny na prodorsum i notogaster są bez przylegających porów. Szczeciny notogastralne występują w liczbie 10 par, genitalne 4 par, aggenitalne 1 pary, analne 2 par, a adanalne 3 par. Odnóża trójpalczaste.
Podrodzaj znany z Nowej Zelandii i Kuby.
Należą tu 2 opisane gatunki:
- Lauritzenia (Magnobates) flagellifer (Hammer, 1967)
- Lauritzenia (Magnobates) orghidani (Călugăr et Vasiliu, 1983)